# Emerson Santos
Emerson Raymundo Santos, mais conhecido como Emerson Santos, ou simplesmente Emerson (Itaboraí, 5 de abril de 1995), é um futebolista brasileiro que atua como zagueiro. Atualmente joga pela Ponte Preta.

## Carreira

### Categorias de base
Atleta do sub-20 do Botafogo desde 2013, disputou a Copa São Paulo de Juniores e o Torneio Octávio Pinto Guimarães do mesmo ano. Na temporada seguinte, foi um dos destaques da equipe que conquistou o Campeonato Carioca Sub-20, mostrando segurança defensiva e tornando-se um dos principais candidatos a ascender à equipe profissional.

### Início no Botafogo
Emerson estreou pelo Botafogo no dia 29 de abril de 2015, em partida válida pela segunda fase da Copa do Brasil, contra o Capivariano. Uma semana depois, foi promovido definitivamente ao time profissional para a disputa da Série B. Ao fim do ano, mesmo após participar de apenas quatro jogos na temporada, o zagueiro teve seu contrato renovado até o fim de 2017. A partir do início de 2016, Emerson ganhou espaço no time titular do Botafogo. Marcou seu primeiro gol como profissional no dia 28 de fevereiro, em uma cobrança de falta contra o Vasco da Gama. No dia 22 de maio, fez sua estreia na Série A diante do Sport. Durante a competição, chegou a ser improvisado como lateral-direito em virtude de desfalques na equipe.

### Palmeiras
Em agosto de 2017 o jogador assinou um pré contrato com o Palmeiras válido a partir de 2018. Em janeiro de 2018 foi anunciado como reforço do Palmeiras.

#### Empréstimo ao Internacional
Em julho de 2018, o zagueiro é emprestado ao Internacional até o final de 2019.

### Kashiwa Reysol
Em março de 2021, Emerson Santos assinou contrato com o Kashiwa Reysol, do Japão.

## Títulos
Botafogo
- Campeonato Brasileiro - Série B: 2015
- Torneio Octávio Pinto Guimarães: 2013 (categorias de base)

Palmeiras
- Campeonato Paulista: 2020
- Copa Libertadores da América: 2020[14]
- Copa do Brasil: 2020
- Flórida cup: 2020

Atlético-GO
- Campeonato Goiano: 2023